# Gauliga Oberschlesien 1943/44
De Gauliga Oberschlesien 1943/44 was het derde voetbalkampioenschap van de Gauliga Oberschlesien. Omdat er drie clubs met evenveel punten bovenaan eindigden werd er een eindronde met deze drie clubs gespeeld. 
Germania Königshütte werd kampioen en plaatste zich voor de eindronde om de Duitse landstitel, waar de club uitgeschakeld werd door Dresdner SC. 

## Eindstand
| Plaats | Club                    | Wed. | W  | G | V  | Saldo | Ptn.  |
| ------ | ----------------------- | ---- | -- | - | -- | ----- | ----- |
| 1.     | FV Germania Königshütte | 18   | 10 | 4 | 4  | 43:23 | 24:12 |
| 2.     | TuS Lipine              | 18   | 11 | 2 | 5  | 59:32 | 24:12 |
| 3.     | Bismarckhütter SV 99    | 18   | 9  | 6 | 3  | 36:23 | 24:12 |
| 4.     | SC Preußen Hindenburg   | 18   | 8  | 2 | 8  | 39:30 | 18:18 |
| 5.     | Reichsbahn SG Kattowitz | 18   | 7  | 3 | 8  | 41:47 | 17:19 |
| 6.     | WSG Sportfreunde Knurow | 18   | 7  | 2 | 9  | 52:34 | 16:20 |
| 7.     | 1. FC Kattowitz         | 18   | 8  | 0 | 10 | 35:45 | 16:20 |
| 8.     | Vorwärts-RaSpo Gleiwitz | 18   | 7  | 1 | 10 | 30:35 | 15:21 |
| 9.     | Beuthener SuSV 09       | 18   | 6  | 1 | 11 | 30:56 | 13:23 |
| 10.    | TuS Schwientochlowitz   | 18   | 6  | 1 | 11 | 24:64 | 13:23 |

|  | Play-off ronde                                   |
|  | Trok zich na dit seizoen terug uit de competitie |

### Play-off ronde
| Plaats | Club                    | Wed. | W | G | V | Saldo | Ptn.  |
| ------ | ----------------------- | ---- | - | - | - | ----- | ----- |
| 1.     | FV Germania Königshütte | 2    | 2 | 0 | 0 | 05:01 | 04:00 |
| 2.     | TuS Lipine              | 2    | 1 | 0 | 1 | 04:02 | 02:02 |
| 3.     | Bismarckhütter SV 99    | 2    | 0 | 0 | 2 | 02:08 | 00:04 |

|  | Kampioen |